# María Luisa Oyarzábal Fernández
María Luisa Oyarzabal Fernández (Vizcaya, 20 de noviembre de 1933 - Bilbao, 19 de septiembre de 2022) fue académica de la Real Academia de Bellas Artes de San Fernando.
Fue miembro del Consejo asesor de la Fundación Valenciana de Estudios Avanzados, del Consejo de Excelencia Social de Eusko Ikaskuntza. Correspondiente de la Real Academia de Bellas Artes de San Fernando.
Exdirectora del Gabinete Técnico de la Presidencia del BBV y exdirectora de la Fundación BBVA.
Cofundadora directora de la Academia Europea de Ciencias y Artes-España desde el 26 de febrero de 1998 por la que se inscribe en el Registro de Fundaciones Culturales de competencia estatal la denominada «Fundación Biblioteca de Literatura Universal».
Falleció en Bilbao el 19 de septiembre de 2022.